# Симфозий (автор загадок)
Симфо́зий (иногда Симпо́зий) — древнеримский поэт, живший вероятно в IV—V веках н. э., хотя некоторые, основываясь на стиле его стихов, указывают период его жизни как II—III века н. э.
Сохранилось около 100 трёхстишных загадок, написанных гекзаметрами, приписываемых Симфозию. В небольшом стихотворном предисловии поэт объясняет, что эти загадки представляют собою импровизации, возникшие у него на весёлом пиру во время Сатурналий как часть развлечения. Содержание загадок, по большей части очень незамысловатых, взято из домашней утвари (например, ключ, перстень), явлений природы (например, дождь, снег, лёд), мира животных и насекомых (например, крот, черепаха, паук), растительного царства (например, мак, роза) и так далее; некоторые из загадок могут быть сложны, например, о женщине, родившей двойню, и о солдате-подагрике. Одна загадка арифметическая (отнять из восьми семь, чтобы осталось шесть) всё ещё не получила удовлетворительного объяснения.
Согласно ЭСБЕ, автор «был всецело проникнут античным миросозерцанием и нигде не обнаруживает знакомства с христианством». Загадки Симфозия — единственные латинские загадки, дошедшие до нашего времени; они оказали большое влияние на развитие западноевропейской традиции загадок.
В XVIII веке его загадки иногда приписывались Лактанцию, однако ныне эта гипотеза отвергнута наукой. Симфозию подражали Альдгельм, епископ Шернбурский, Татвин, архиепископ Кентерберийский, и аноним-шотландец, автор загадок о буквах алфавита («Scoti versus de alphabeto»). Три загадки Симфозия цитируются в романе об Аполлонии Тирском.
В числе многочисленных рукописей Симфозия одна из древнейших и лучших (VIII век) хранится в Санкт-Петербургской публичной библиотеке. Первое печатное издание вышло в Париже в 1533 году, его выпустил Иоахим Перионий. Загадки были изданы Александром Ризом в «Anthologia Latina» (I, 1894). На английский язык они переводились в 1912 и 1928 годах.